# オマル・アブドッラフマーン (テロリスト)
オマル・アブドッラフマーン（アラビア語: عمر عبد الرحمن、翻字：‘Umar ‘Abd ar-Raḥman、1938年5月3日 -2017年 2月18日）は、エジプト出身のイスラム主義活動家、テロリスト。

## 概要
イスラム集団（アル・ガマーア・アル・イスラーミーヤ）の精神的指導者で、世界貿易センター爆破事件やルクソール事件の首謀者として逮捕、終身刑が宣告され、アメリカ・ノースカロライナ州・ローリーの北東70kmに位置するバトナーのメディカル・センターが付属している連邦政府矯正複合施設（FCC）に収監されていた。日本メディアではオマル・アブドルラフマンなどと表記される。
アブドッラフマーンには妻が2人おり子供を10人なした。そのうちの1人のアースィム・アブドッラフマーンは2001年以降、ウサーマ・ビン・ラーディンの最側近といわれ、ビン・ラーディン同様にターリバーンからアフガニスタンの市民権を与えられた。アースィムはユダヤ・十字軍に対する聖戦のための国際イスラム戦線の指導者の地位にいるとされる。

## 人物・生涯
オマル・アブドッラフマーンは、エジプトのダカリーヤ県に生まれ、幼くして糖尿病から盲目になった。幼児期からイブン・タイミーヤのサラフィー主義やサイイド・クトゥブのクトゥブ主義（Qutbism）に傾倒した。カイロのアル＝アズハル大学入学後は注目されるようになり、反体制であるとして投獄を経験する。
オマル・アブドッラフマーンは3年間、エジプトの獄中で過ごすが、この間、酷い拷問を受ける。その報復が、1981年のジハード団によるサダトエジプト大統領暗殺となった。アブドッラフマーンの関与は実証されなかったが、アブドッラフマーンは国外追放となり、アフガニスタンに向った。パキスタンのペシャーワルでは師であるアブドゥッラー・アッザームがビン・ラーディンを従えて「マクタブ・アル＝ヒダマト」（MAK）を組織していた。ここで、アブドッラフマーンはビン・ラーディンと緊密な関係を結んだ。MAKがアルカーイダに改組され、アブドゥッラー・アッザームが暗殺されると、アブドッラフマーンはアルカーイダの思想上の指導者となった。
1970年代にはエジプトの2つの主要なイスラム主義組織であるジハード団（EIJ）とイスラム集団（GI）の双方で頭角を表し、両者の接近が実現する。1980年代にはジハード団は、その後アルカーイダをビン・ラーディンとともに指導することになるアイマン・ザワーヒリーが率いていく。
1990年、アブドッラフマーンは、アル・カーイダのアメリカでの拠点構築と財政面での基盤作りのためにニューヨークに移った。アブドッラフマーンは旅行者用のビザでサウジアラビア、ペシャーワルやスーダン経由でニューヨークに入り、アメリカ・カナダで精力的に活動、ニューヨークでは3つのモスクで説教を行った。アメリカのイスラエル人極右のメイル・カハネを暗殺したエル＝サイード・ノサイルなどと交友を持った。エル＝サイード・ノサイルらは、世界貿易センター爆破事件を引き起こす。ノサイルらにはビン＝ラーディンから資金が提供されていた。この事件後、FBIは、アブドッラフマーンやノサイル周辺を捜査、アブドッラフマーンらが国連本部やリンカーン・トンネル、ジョージ・ワシントン・ブリッジなど5箇所を同時に爆破する「ニューヨーク・ランドマーク同時爆破計画」を進めていることが発覚した。1993年、アブドッラフマーンや9人のテロリストはFBIに逮捕された。1995年10月1日に有罪宣告がなされ、1996年に終身刑が確定した。2017年2月18日にアメリカ・ノースカロライナ州の連邦刑務所の医療施設で自然死した。